# Robert Cornelius
Robert Cornelius (1809–1893) a fost un pionier american al fotografiei. 
Este cunoscut pentru faptul că a realizat prima fotografie autoportret din istorie, aceasta datând din anul 1839.

## Viața timpurie și cariera
Cornelius sa născut în Philadelphia, fiul lui Christian Cornelius și Sarah Cornelius (născut Soder). Tatăl său a emigrat din Amsterdam în 1783 și a lucrat ca argintar înainte de a deschide o companie de fabricare a lămpilor. Robert Cornelius a frecventat școala privată, având un interes deosebit în chimie. În 1831, a început să lucreze pentru tatăl său, specializat în placarea cu argint și lustruirea metalului. A devenit atât de bine renumit pentru opera sa, că la scurt timp după inventarea Daghereotipiei, Corneliu s-a apropiat de Joseph Saxton pentru a crea o placă de argint prin tehnica Daghereotipiei pentru Liceul Central din Philadelphia.